# Споменик оснивачима Одесе
Споменик оснивачима Одесе, познат и као споменик руској царици Катарини II и њеним пратиоцима: Жозеу де Рибасу, Франсоа Сен де Волану, Платону Зубову и Григорију Потемкину, био је споменик који се налазио у Одеси, Украјина, на Катеринском тргу.
Оригинални споменик изграђен је 1900. године по пројекту одеског архитекте Јурија Дмитренкора, вајара М. Попова, уз учешће вајара Б. В. Едвардса, М.Д. Менционе, инжењера А. Сикорског. Овај споменик су срушили бољшевици 1920. године. Споменик је обновљен 2007. приватним средствима Руслана Тарпана, одеског бизнисмена и члана Градског већа Одесе.
У склопу дерусификације у Украјини, споменик је демонтиран 28. децембра 2022.

## Историја споменика
Катарина Велика је својим рескриптом 1794. године покренула почетак изградње града Одесе и његове луке на тачној локацији османског насеља Хаџибеј. Лука која се налази на локацији савремене Одесе први пут се помиње 1415. године када је била позната као Хаџибеј.
Године 1900. у граду је подигнут споменик Катарини и њеним пратиоцима. Отварање споменика одржано је 6. маја 1900. године на истоименом тргу у центру града.
Демонстранти су безуспешно поднели петицију за уклањање споменика након Револуције достојанства 2014.
У јулу 2022. године, усред руске инвазије на Украјину, петиција председнику Украјине Владимиру Зеленском у вези замене споменика америчком глумцу Билију Херингтону добила је више од 25.000 гласова. Одговарајући на петицију, председник Зеленски је затражио од Градског већа Одесе да разговара о уклањању споменика.
Градско веће је 30. новембра 2022. подржало одлуку о демонтажи и премештању споменика. Одлуку су подржала 43 гласа. Истог дана на сајту града је објављено да ће споменици бити привремено премештени у Музеј ликовних уметности у Одеси. Према анкети, већина Одесана је подржала демонтажу споменика. Градоначелник Одесе Генадиј Труханов је првобитно био против уклањања споменика, али је гласао за у новембру 2022, позивајући се на анкете које су указивале на подршку уклањању.
У склопу дерусификације у Украјини, демонтиран је 28. децембра 2022.